# Фінляндська Демократична Республіка
Фінляндська Демократична Республіка (ФДР) (рос. Финляндская Демократическая Республика, фін. Suomen kansanvaltainen tasavalta, швед. Demokratiska Republiken Finland) — маріонеткова держава, проголошена 1 грудня 1939 року під час радянсько-фінської війни на захопленій військами Червоної армії СРСР території Фінляндії (Карельського перешийку). Сформований у Москві маріонетковий уряд ФДР отримав назву за місцем формального проголошення ФДР — селища Терійокі — Уряд Терійокі.
Спочатку радянське керівництво планувало поширити ФДР на територію всієї Фінляндії та проголосило уряд Терійокі єдиним легітимним для укладення миру. Проте після зупинки наступу Червоної Армії, радянська дипломатія була змушена укладати мир з «буржуазним» урядом Фінляндії. В укладеному мирному договорі про ФДР вже не згадувалося.

## Історія

### Передумови
Аж до початку Другої світової війни Фінляндія дотримувалася нейтралітету. Відносини з СРСР поступово погіршувалися, особливо після укладення пакту Молотова — Ріббентропа 24 серпня 1939 року про включення Фінляндії, країн Балтії і східних районів Польщі до «сфери державних інтересів Радянського Союзу». Переговори з СРСР, на яких СРСР пропонував обмін прилеглих до Ленінграду територій, що належали Фінляндії, на вдвічі більшу за площею частину території СРСР, успіху не мали. Фінляндія виступила з проханням до шведського уряду про зміцнення Аландських островів. Радянсько-фінські переговори, що проходили в Москві 1939 року, не привели до якогось результату.

### Створення
Московське радіо сповістило про заснування в Терійокі Фінляндської Демократичної Республіки 1 грудня 1939 року. Фінські війська в той же самий день тільки залишили місто, тому деякі дослідники висловлюють сумніви щодо того, що Терійокі є реальним місцем проголошення ФДР. Нова республіка була офіційно визнана лише СРСР та невизнаними, крім СРСР, маріонетковими Монгольською Народною Республікою і Тувинською Народною Республікою).
Уряд республіки складався з громадян СРСР, керівників Комуністичної партії Фінляндії і став відомим як Терійокский уряд (фін. Terijoen hallitus). Главою уряду і міністром закордонних справ був призначений громадянин СРСР, член ВКП(б) і, одночасно, фінський комуніст Отто Куусінен.

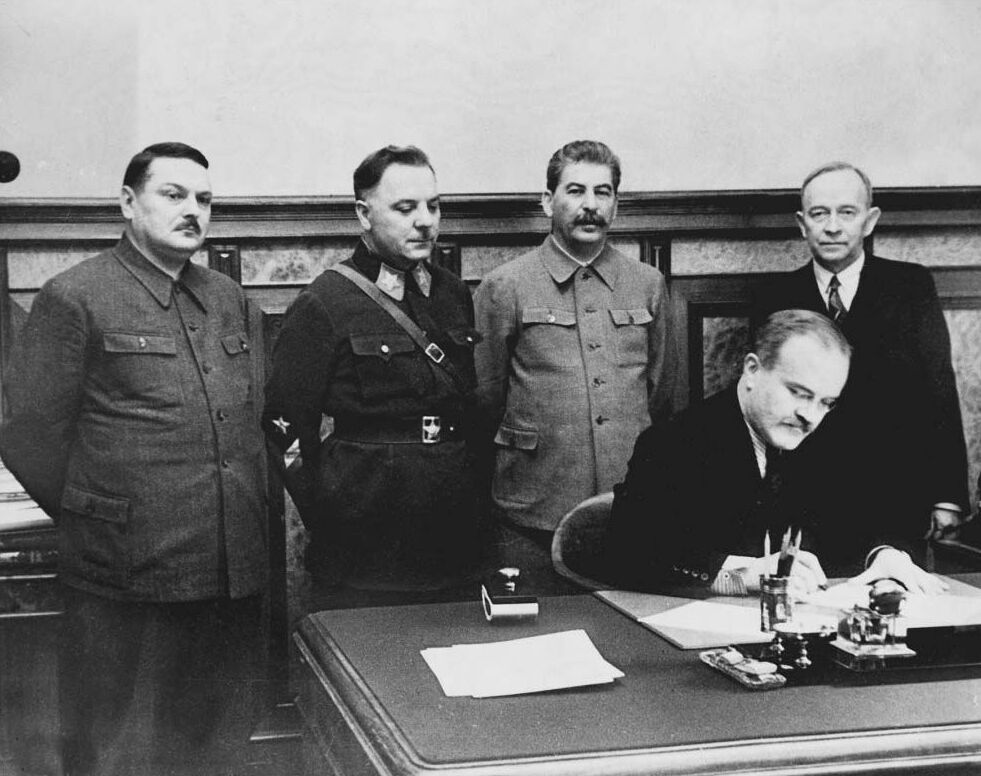
В. Молотов підписує договір з «Фінляндською Демократичною Республікою» під час Зимової війни

2 грудня 1939 між СРСР і ФДР був укладений Договір про взаємодопомогу і дружбу. Основні положення цього договору відповідали вимогам, які раніше СРСР пред'являв фінським представникам (передача територій на Карельському перешийку, продаж ряду островів у Фінській затоці, здача в оренду Ханко). В обмін передбачалася передача Фінляндії значних територій в Радянській Карелії і грошова компенсація. Стаття 8 договору обіцяла ратифікацію «в якомога коротший термін в столиці Фінляндії - місті Гельсінкі».
У наступні дні відбувалися зустрічі Молотова з офіційними представниками Швеції та США, на яких оголошувалося про визнання Народного уряду Фінляндії. Було оголошено, що попередній уряд Фінляндії втік і, отже, країною більше не керує. СРСР заявив в Лізі Націй, що відтепер буде вести переговори тільки з новим урядом.
Як можна судити за документами ФДР на 1939 р, що зберігаються у фонді Верховної Ради Карельської АРСР в Національному архіві Карелії, на державному друці Фінляндської Демократичної Республіки в центрі зображувалися стилізовані перехрещені літери "SKT", з буквами по колу "Suomen Kansanvaltainen Tasavalta - Suomen kansanhallitus".

### Договір про взаємодопомогу і дружбу між СРСР і ФДР
2 грудня 1939 року Молотов і Куусінен підписали Договір про взаємодопомогу і дружбу між СРСР і ФДР. Договір містив такі умови:
- пересунення кордону СРСР на Карельському перешийку в північному напрямку від Ленінграда (3 970 км²), у обмін на райони Радянської Карелії з переважним карельським населенням (70 000 км²)
- передача Радянському Союзі в оренду строком на 30 років півострів Ханко і морську територію навколо нього для створення там військово-морської бази, а також продаж серії островів (Суурсаарі (Гогланд), Сейскарі, Лавансаарі, Тютерсаарі (малий і великий), Койвисто (Б'єрке), тощо)
- взаємна допомога, в тому числі й військова
- неукладення союзів чи вхід до коаліцій проти одне одного
- підвищити товарообіг
- Радянський Союз надає ФДР на пільгових умовах озброєння і військові матеріали

## Склад уряду
| Міністр                                         | Термін повноважень              |
| ----------------------------------------------- | ------------------------------- |
| Голова, міністр закордонних справ Отто Куусінен | 2 грудня 1939 — 12 березня 1940 |
| Голова, міністр фінансів Моріц Розенберг        | 2 грудня 1939 — 12 березня 1940 |
| Міністр оборони Акселі Анттіла                  | 2 грудня 1939 — 12 березня 1940 |
| Міністр внутрішніх справ Тууре Лехен            | 2 грудня 1939 — 12 березня 1940 |
| Міністр сільського господарства Армас Яйкія     | 2 грудня 1939 — 12 березня 1940 |
| Міністр освіти Інкері Лехтінен                  | 2 грудня 1939 — 12 березня 1940 |
| Міністр у справах Карелії Пааво Прокконен       | 2 грудня 1939 — 12 березня 1940 |

## Фінська народна армія
З 11 листопада 1939 почалося формування першого корпусу «Фінської народної армії» (спочатку 106-та гірськострілецька дивізія), який комплектувався фінами і карелами (радянськими громадянами), що служили у військах Ленінградського військового округу. При просуванні Червоної Армії з'ясувалося, що практично все населення евакуювалося вглиб Фінляндії, і розраховувати на поповнення не доводилося.
До Управління корпусу армії входили командир Аксель Мойсейович Анттіла, військовий комісар бригкомісар Пилип Іванович Єгоров, начальник штабу — комбриг Федір Миколайович Романов.
До 26 листопада в корпусі налічувалося 13405 чоловік, а в лютому 1940 — 25 тис. військовослужбовців, які носили свою національну форму (шилася з сукна кольору хакі і була схожа на фінську форму зразка 1927; твердження, що це була трофейна форма польської армії помилкові — з неї використовували тільки частину шинелей).
Фінська народна армія повинна була замінити в Фінляндії частини Червоної Армії і стати військовою опорою уряду ФДР. В Управлінні пропаганди та агітації ЦК ВКП був підготовлений проект інструкції «З чого почати політичну та організаційну роботу комуністів в районах, звільнених від влади білих» (слово «комуністів» було закреслено Ждановим), в якій вказувалися практичні заходи по створенню народного фронту на окупованій фінській території. У грудні 1939 р ця інструкція застосовувалася в роботі з населенням фінської Карелії, але відхід радянських військ привів до згортання цих заходів.
Незважаючи на те, що Фінська народна армія не повинна була брати участь у бойових діях, з кінця грудня 1939 підрозділи ФНА стали широко використовуватися для вирішення бойових завдань. Протягом усього січня 1940 розвідники 5-го і 6-го полків третього СД ФНА виконували спеціальні диверсійні завдання на ділянці 8-ї армії: знищували склади боєприпасів в тилу фінських військ, підривали залізничні мости, мінували дороги. Підрозділи ФНА брали участь у боях за Лункулансаарі і взятті Виборга.
Військові з'єднання Фінської народної армії склали ядро 71-ї стрілецької дивізії РСЧА сформованої до 10 червня 1940 року в Петрозаводську (ЛенВО) на підставі директиви Наркома оборони № 0/2/104204 від 07.05.1940.

## Радянсько-фінська «зимова» війна (1939-1940)
26 листопада на кордоні стався майнільський інцидент. У події кожна зі сторін звинувачувала іншу. Пропозиція Фінського уряду розібратися в інциденті була відхилена. 28 листопада 1939 радянський прем'єр і міністр закордонних справ Молотов заявляє про припинення дії раніше укладеного договору про ненапад, 30 листопада 1939 радянські війська вторглися до Фінляндії. На вимогу міжнародної громадськості Радянський Союз за явну агресію проти малої країни був виключений з Ліги Націй. Неочікувано для радянського командування, Фінляндія чинила доволі сильний опір. Наступ на Карельському перешийку було зупинено, спроби розсікти країну і вийти до узбережжя Ботнічної затоки закінчилися невдачею. З часом війна набула позиційного характеру. Але в лютому 1940 року Радянський Союз, зібравши 45 дивізій, які налічували близько мільйона людей при 3500 літаках, +3200 танків почав потужний наступ проти країни, що не мала на озброєнні танків, з 287 літаками і військами чисельністю 200 000 людей. Лінія Маннергейма була прорвана; фіни були змушені планомірно відступати. Надія фінів на допомогу Англії і Франції виявилася марною, і 12 березня 1940 року в Москві був підписаний мирний договір. Фінляндія поступилася СРСР півостровом Рибальським на півночі, частиною Карелії з Виборгом, північним Приладож'єм, а півострів Ханко був переданий СРСР в оренду строком на 30 років.

### Мирний договір
12 березня 1940 Фінляндія та СРСР уклали мирний договір, в якому Фінляндська Демократична Республіка не згадується. Після цього нарком закордонних справ Радянського Союзу Молотов оголосив (29 березня 1940 року на сесії Верховної Ради СРСР) про те, що «фінський народний уряд» саморозпустився. Передані СРСР за договором території увійшли до складу Мурманської області (частина РРФСР) і Карело-Фінської РСР.